# Thomas Kirkeskov
Thomas Kirkeskov (født ca. 1971 i Albertslund) er den nuværende generalsekretær for KFUM-Spejderne i Danmark. Han tiltrådte stillingen den 1. december 2011 og overtog arbejdet fra tidl. generalsekretær Niels Johan Geil. 
Kirkeskov har tidligere arbejdet som chefkonsulent i Landbrug & Fødevarer.